# Viceroy of India
Le Viceroy of India est un paquebot britannique de la Peninsular and Oriental Steam Navigation Company. À sa mise en service en mars 1929, il est le premier gros navire britannique utilisant une propulsion turbo-électrique. Navire de taille moyenne, il sert sur la route de Tilbury à Bombay. Durant sa carrière civile, alternant les traversées régulières et les croisières, il est impliqué à plusieurs reprises dans le sauvetage d'autres navires, notamment le Doric (en 1935) et le Ceramic (en 1940).
Durant la Seconde Guerre mondiale, il est réquisitionné comme transport de troupes et sert durant l'opération Torch. Lors d'un voyage de retour entre Alger et Gibraltar, il est torpillé par le sous-marin allemand U-407 et coule, le 11 novembre 1942.